# Bozieni, Hîncești
Bozieni este satul de reședință al comunei cu același nume  din raionul Hîncești, Republica Moldova. Este situat la 10 km spre sud de orașul Hîncești, în preajma râului Cogîlnic. Este amplasat pe pantele a două dealuri cu o lungime de circa 4 km.

## Etimologie
Denumirea localității vine de la planta Sambucus ebulus L. – cu denumirea populară boz –, care în trecut creștea pe teritoriul comunei.
Prima atestare a satului, precum și a satului vecin, Albina, este într-un uric de-al domnitorului Ștefan II-lea, din 5 martie 1446.

## Demografie

### Structura etnică
Structura etnică a satului Bozieni conform recensământului populației din 2004:
| Grup etnic                                               | Populație | % Procentaj  |
| -------------------------------------------------------- | --------- | ------------ |
| Băștinași declarați Moldoveni Băștinași declarați Români | 1872 15   | 94,26% 0,76% |
| Ruși                                                     | 37        | 1,86%        |
| Ucraineni                                                | 31        | 1,56%        |
| Găgăuzi                                                  | 14        | 0,70%        |
| Țigani                                                   | 7         | 0,35%        |
| Bulgari                                                  | 6         | 0,30%        |
| Alții                                                    | 4         | 0,20%        |
| Total                                                    | 1986      |              |